# 12727 Cavendish
12727 Cavendish (1991 PB20) là một tiểu hành tinh vành đai chính được phát hiện ngày 14 tháng 8 năm 1991 bởi E. W. Elst ở Đài thiên văn Nam Âu.